# Leon Taylor

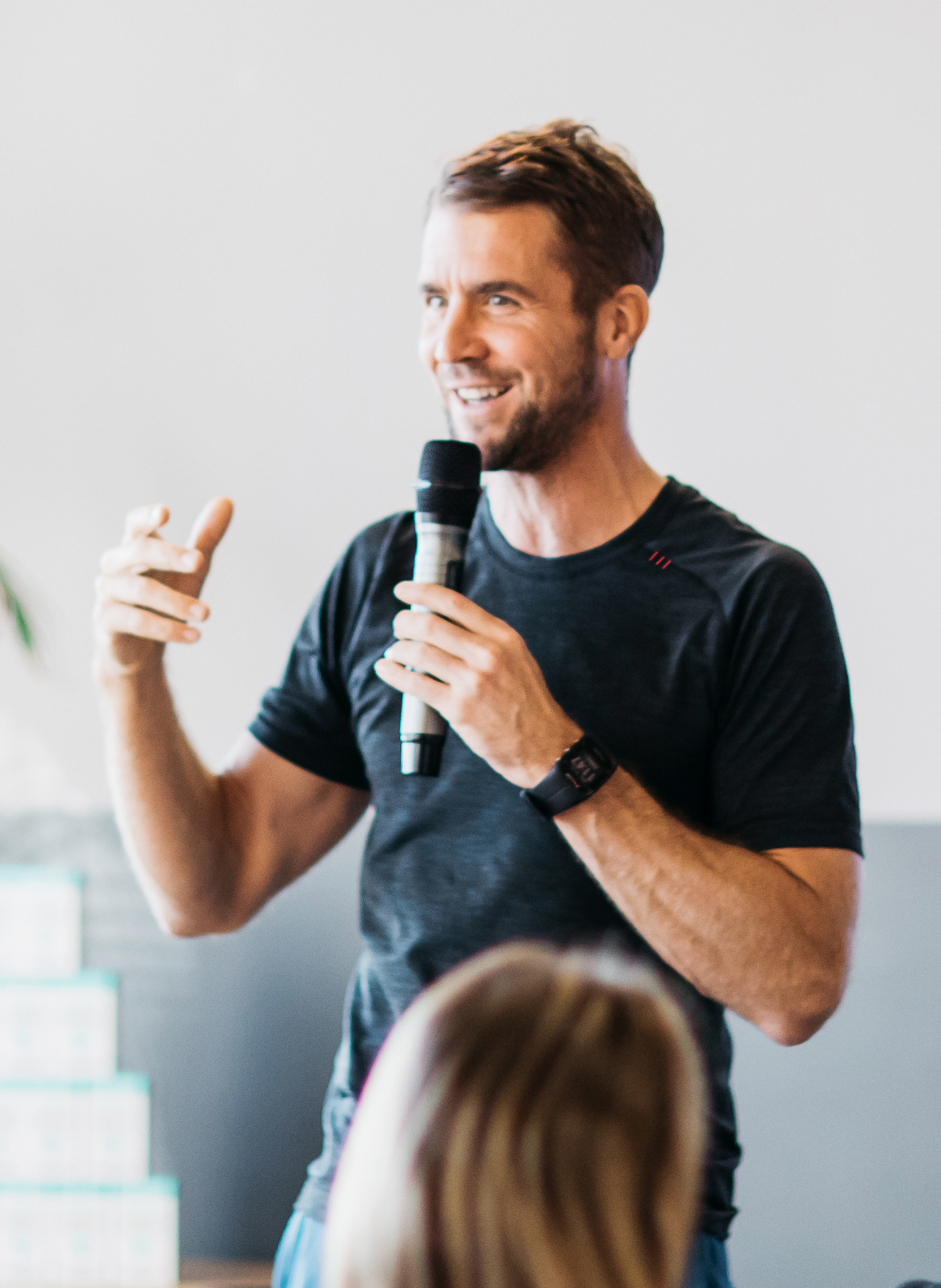
Leon Taylor

Leon Taylor, född den 2 november 1977 i Cheltenham, är en brittisk simhoppare.
Han tog OS-silver i synkroniserade höga hopp i samband med de olympiska simhoppstävlingarna 2004 i Aten.